# Вернье (Приморская Шаранта)
Вернье́ (фр. Vergné) — коммуна во Франции, находится в регионе Пуату — Шаранта. Департамент коммуны — Шаранта Приморская. Входит в состав кантона Луле. Округ коммуны — Сен-Жан-д’Анжели.
Код INSEE коммуны — 17464.

## Население
Население коммуны на 2010 год составляло 135 человек.
| 1962 | 1968 | 1975 | 1982 | 1990 | 1999 | 2010 |
| ---- | ---- | ---- | ---- | ---- | ---- | ---- |
| 180  | 177  | 149  | 169  | 174  | 168  | 135  |